# Trofim Lomakin
Trofim Fiodorovitch Lomakin (en russe : Трофим Фёдорович Ломакин ; né le 2 août 1924 et mort le 13 juin 1973) est un haltérophile russe qui concourait pour l'Union soviétique. Il a remporté une médaille d'or aux Jeux olympiques d'été de 1952 et une médaille d'argent aux Jeux olympiques d'été de 1960. Il a également remporté deux titres mondiaux (1957 et 1958) et établi cinq records du monde.

## Biographie
Trofim Lomakin naît dans un village reculé de Sibérie, où son père était mineur. Il commence à s'entraîner à l'haltérophilie à l'âge de 18 ans, alors qu'il sert dans l'armée soviétique en Extrême-Orient. Il s'installe ensuite à Saint-Pétersbourg. Il obtient de nombreux succès au début des années 1950, le plus prestigieux étant le titre décroché aux Jeux olympiques d'été en 1952. Une addiction à l'alcool conduit cependant à son éviction de l'équipe soviétique avant les Jeux de 1956 puis à son exclusion de l'Armée rouge. Après avoir pris sa retraite sportive, il se trouve sans emploi et se rapproche d'organisations criminelles. Il est arrêté à la fin des années 1960, alors qu'il cherche à faire sortir de l'or du pays. Condamné à cinq années d'emprisonnement, libéré après trois années, il est trouvé mort en juin 1973 après une chute de vingt mètres, sans que ses causes - état d'ébriété ou meurtre - ne soient élucidées.